# Verzekeringsarts
Een verzekeringsarts of verzekeringsgeneeskundige is een arts die zich heeft gespecialiseerd in de verzekeringsgeneeskunde, een specialisme op het gebied van claims van de diverse arbeidsongeschiktheidsregelingen. De verzekeringsarts moet vaststellen of er sprake is van een medisch objectief vast te stellen stoornis als gevolg van ziekte of gebrek, waardoor iemand beperkt is in zijn functioneren. De verzekeringsarts is ook betrokken bij de begeleiding en re-integratie van arbeidsongeschikte werknemers.
Veelal zijn verzekeringsartsen werkzaam bij particuliere verzekeringsmaatschappijen om te beoordelen in hoeverre verzekerden recht hebben op uitkering krachtens een arbeidsongeschikheidsverzekering of bij letselschade na een ongeval.

## Nederland
De Nederlandse verzekeringsarts bewaakt de in Nederland gebruikelijke arbeidsongeschiktheidsregelingen zoals de WAO, de WIA en de Wajong. 
De overgrote meerderheid van de verzekeringsartsen werkt in Nederland bij het UWV. Daarnaast zijn er verzekeringsartsen werkzaam bij particuliere verzekeringsmaatschappijen.
Tevens zijn er verzekeringsartsen die als zelfstandige (zzp'er) werkzaam zijn en zich bijvoorbeeld laten inhuren door UWV, verzekeringsmaatschappijen of particulieren.